# Vyčerpání ega
Vyčerpání ega (anglicky ego depletion) je psychologická hypotéza formulovaná Royem Baumeisterem, že myšlenkové procesy, které vyžadují sebekontrolu nebo vůli, čerpají ze zdroje mentální energie s omezenou kapacitou. Pokud je tato energie vyčerpána, je obvykle oslabeno sebeovládání. Náročný úkol vyžadující vypětí vůle může mít tedy efekt na úkol následující, a to i pokud oba úkoly spolu zdánlivě nesouvisí: Například problémy v práci, konflikt s partnerem či dieta vyžadující velké sebezapření mohou vést k následnému podlehnutí reklamě a uskutečnění nevýhodného nákupu. Roy Baumeister tak přirovnává vůli ke svalu, který se používáním zároveň zesiluje i unavuje. Více experimentálních nálezů v Baumeisterových laboratořích potvrdily tuto „svalovou hypotézu“. Hypotéza by zároveň podle autorů měla platit v celé šíři různých kontextů a situací.
Metaanalýza z roku 2010 prokázala statisticky významný efekt, a to i po kontrole nesignifikantních nepublikovaných studií. Naopak jiná metaanalýza z roku 2015 při použití striktnějších postupů a jiných statistických postupů žádný efekt nepotvrdila. Použité postupy byly nicméně jinými výzkumníky kritizovány.
V roce 2016 se pak za spolupráce 24 různých laboratoří z celého světa uskutečnilo 24 experimentů, jejichž výsledek v žádném případě nenaznačuje, že by svalová hypotéza a koncept vyčerpání ega byly platné, a autoři celou teorii značně zpochybnili. Replikací různých částí paradigmatu vyčerpání ega nicméně proběhlo více a až na jednu žádná z nich nepotvrdila předpokládané efekty.